# William Luther Hill
William Luther Hill (Gainesville, 17 ottobre 1873 – Gainesville, 5 gennaio 1951) è stato un politico statunitense, senatore per lo stato della Florida.

## Biografia
Nacque a Gainesville, nella Contea di Alachua, in Florida e ha frequentato le scuole pubbliche e il Seminario East Florida nella città natale. Laureatosi in legge all'Università della Florida a Gainesville nel 1914, ha iniziato ad esercitare lo stesso anno. Fu il segretario del senatore Duncan U. Fletcher dal 1917 al 1936, e prese parte alla commissione del Senato sul Sistema Bancario tra il 1933 e il 1936. Il 1º luglio 1936 fu nominato senatore per riempire il posto vacante causato dalla morte di Fletcher e ha servito gli Stati Uniti dal 1º luglio 1936 al 3 novembre 1936, quando fu eletto un successore, Claude Pepper.